# 竹内猛
竹内 猛（たけうち たけし、1922年9月25日－2004年11月2日）は、日本の政治家。元日本社会党衆議院議員(8期)。

## 来歴
長野県諏訪郡湖東村（現・茅野市）出身。
1946年、日本大学法文学部卒業。日本農民組合中央本部書記となり、1949年に社会党に入党。書記局員、農民部長を経て、1966年から中央執行委員組織局長を3期務めた。
落合寛茂の後継として1969年の第32回衆議院議員総選挙で旧茨城3区に社会党公認で立候補するも次点で落選。1972年の第33回衆議院議員総選挙では3位で初当選し、以来衆議院議員を8期期務めた他、同年から社会党茨城県本部委員長も6期務めた。議員在任中は衆議院物価等に関する特別委員長、社会党中央財務委員、選挙対策委員を歴任した。
1996年に政界を引退し、同年勲二等旭日重光章を受章した。
2004年、死去。

## 著書
- 「土に叫ぶ」 労農政治経済研究所、1969年
- 「日本農政論 国会議員一年生」協同組合通信社、1976年
- 「日本農政論 続」 日本農政論刊行会、1978年